# 圣雷米 (德塞夫勒省)
圣雷米（法語：Saint-Rémy，法語發音：[sɛ̃ ʁemi] ⓘ）是法国德塞夫勒省的一个市镇，属于尼奥尔区。

## 地理
圣雷米（46°22'13"N, 0°31'36"W）面积13.64 平方千米，位于法国新阿基坦大区德塞夫勒省，该省份为法国西部内陆省份，北起曼恩-卢瓦尔省，西接旺代省，南至夏朗德省和滨海夏朗德省，东临维埃纳省。
与圣雷米接壤的市镇（或旧市镇、城区）包括：库隆、尼奥尔、圣马克西尔、谢克、维利耶昂普莱讷、伯内。

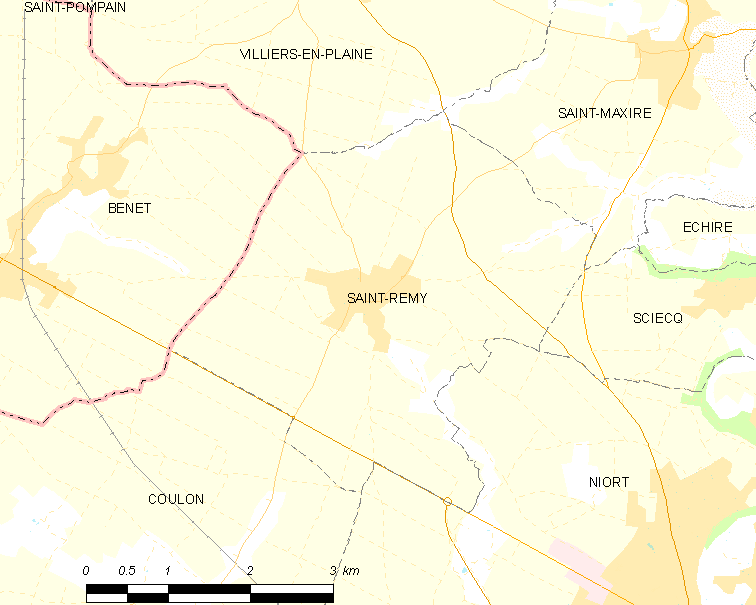
的OSM定位图

圣雷米的时区为UTC+01:00、UTC+02:00（夏令时）。

## 行政
圣雷米的邮政编码为79410，INSEE市镇编码为79293。

## 政治
圣雷米所属的省级选区为欧蒂兹-埃格赖县。

## 人口

1962-2008年间人口变化图示

圣雷米于2022年1月1日时的人口数量为1090人。